# Юкляєво
Юкля́єво (рос. Юкляево) — присілок у складі Підосиновського району Кіровської області, Росія. Входить до складу Яхреньзького сільського поселення.
Населення становить 1 особа (2010, 9 у 2002).
Національний склад станом на 2002 рік — росіяни 100 %.